# Alberto Guitián
Alberto Guitián Ceballos (Los Corrales de Buelna, Cantabria, España, 29 de julio de 1990) es un futbolista español que milita en la Real Sociedad Gimnástica de Torrelavega de la Segunda Federación española.

## Trayectoria
Formado en la cantera del Real Racing Club de Santander, jugó posteriormente en el Real Sporting de Gijón "B". Debutó en la Primera División el 30 de diciembre de 2015 en un encuentro frente a la S. D. Eibar disputado en el estadio de Ipurúa que finalizó con el resultado de 2-0. El 29 de enero de 2016 rescindió su contrato con el Sporting y un día después fichó por el Real Zaragoza.
El 17 de junio se confirmó su fichaje por el Real Valladolid C. F. para las siguientes tres temporadas. El 31 de enero de 2018 fue cedido al Sporting de Gijón hasta el final de la campaña 2017-18. El 10 de diciembre se desvinculó del Valladolid y regresó al Zaragoza.
Tras rescindir su contrato con el Real Zaragoza en enero de 2021, puso rumbo al Club Bolívar de la Primera División de Bolivia dirigido por Natxo González. Después de dos años en el club, a finales de 2022 se marchó, donde durante ese tiempo consiguió ganar el Torneo Apertura y jugar 68 partidos.
El 2 de julio de 2023 volvió a España para recalar en las filas de la Cultural y Deportiva Leonesa con un contrato de un año más otro opcional. Tras el primero de ellos regresó a Cantabria para competir en la Segunda Federación con la Real Sociedad Gimnástica de Torrelavega durante la temporada 2024-25.

## Clubes
| Club                                    | País    | Año           |
| --------------------------------------- | ------- | ------------- |
| Racing de Santander "B"                 | España  | 2008-2013     |
| Real Sporting de Gijón "B"              | España  | 2013-2015     |
| Real Sporting de Gijón                  | España  | 2015-2016     |
| Real Zaragoza                           | España  | 2016          |
| Real Valladolid C. F.                   | España  | 2016-2018     |
| Real Sporting de Gijón                  | España  | 2018          |
| Real Valladolid C. F.                   | España  | 2018          |
| Real Zaragoza                           | España  | 2018-2021     |
| Club Bolívar                            | Bolivia | 2021-2022     |
| Cultural y Deportiva Leonesa            | España  | 2023-2024     |
| Real Sociedad Gimnástica de Torrelavega | España  | 2024-presente |

## Palmarés

### Títulos nacionales
| Título          | Club         | País    | Año  |
| --------------- | ------------ | ------- | ---- |
| Torneo Apertura | Club Bolívar | Bolivia | 2022 |